# Nahile
Nahile est une petite ville du Togo située dans la Préfecture de Bassar, dans la région de la Kara

## Géographie
Nahile est situé à environ 56 km de Kara,

## Vie économique
- Marché paysan tous les mardis
- Atelier de poterie

## Lieux publics
- École primaire